# Onagrodes victoria
Onagrodes victoria là một loài bướm đêm trong họ Geometridae.